# International Scientific Optical Network
Das International Scientific Optical Network (ISON) ist eine Gruppe von ungefähr 20 astronomischen Observatorien in zehn Ländern.
Ziel dieses Zusammenschlusses ist es, Objekte im Weltall aufzuspüren. Es wird geleitet vom Keldysch-Institut für Angewandte Mathematik (russisch: Институт прикладной математики им. М.В.Келдыша), das zur Russischen Akademie der Wissenschaften gehört.
Zu den Entdeckungen dieser Organisation gehören die Kometen C/2010 X1 (Elenin) und C/2012 S1 (ISON). Letzterer wurde nach der Abkürzung des Beobachtungsnetzwerks benannt.